# بلو آیوی کارتر
بلو آیوی کارتر (انگلیسی: Blue Ivy Carter؛ زادهٔ ۷ ژانویهٔ ۲۰۱۲) خواننده و بازیگر آمریکایی است. او نخستین فرزند موسیقی‌دانان جی-زی و بیانسه است. دو روز پس از به دنیا آمدنش، مجلهٔ تایم کارتر را «معروف‌ترین بچه در جهان» لقب داد. او زندگی خود را از بدو تولد در کانون توجهات گذرانده است.
او در سال ۲۰۱۹ برای ترانه «دختر پوست قهوه‌ای» برنده یک جایزه ایمیج شد و همچنین جایزه گرمی بهترین موزیک ویدیو را برای همان ترانه دریافت کرد. او در آن زمان به‌عنوان دومین فرد جوان موفق به دریافت جایزه گرمی شناخته شد. کارتر نخستین نقش سینمایی خود را در فیلم موفاسا: شیرشاه (۲۰۲۴) بازی کرد.